# Polyptychopsis marshalli
Polyptychopsis marshalli är en fjärilsart som beskrevs av Rothschild och Jordan 1903. Polyptychopsis marshalli ingår i släktet Polyptychopsis och familjen svärmare. Inga underarter finns listade i Catalogue of Life.